# فهرست وابسته‌های دیپلماتیک اسواتینی

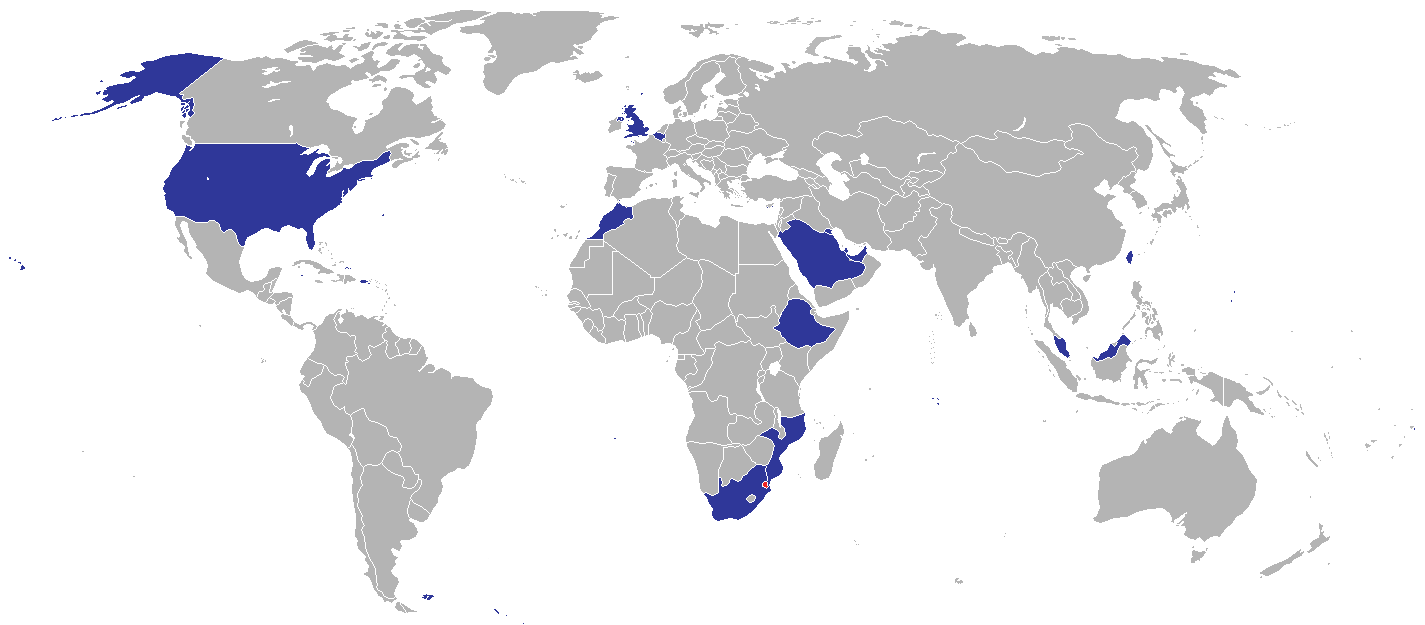
نقشهٔ وابسته‌های دیپلماتیک اسواتینی

اسواتینی جمعیت کمی دارد و تعداد اندکی وابستهٔ دیپلماتیک دارد. این مقاله فهرستی از وابسته‌های دیپلماتیک اسواتینی را شامل می‌شود.

## آفریقا
- اتیوپی
  - آدیس آبابا (سفارت)
- مراکش
  - رباط (مراکش) (سفارت)[۱][۲]
  - العیون (کنسول‌گری)[۳]
- موزامبیک
  - ماپوتو (کمیسیون عالی)
- آفریقای جنوبی
  - پرتوریا (کمیسیون عالی)
  - ژوهانسبورگ (کنسول‌گری)

## آمریکا
- ایالات متحده آمریکا
  - واشینگتن، دی.سی. (سفارت)

## آسیا
- کویت
  - کویت (شهر) (سفارت)
- مالزی
  - کوالا لامپور (کمیسیون عالی)
- قطر
  - دوحه (سفارت)
- تایوان
  - تایپه (سفارت)
- امارات متحده عربی
  - ابوظبی (سفارت)

## اروپا
- بلژیک
  - بروکسل (سفارت)
- بریتانیا
  - لندن (کمیسیون عالی)

## سازمان‌های چندجانبه
- اتحادیه آفریقا
  - آدیس آبابا (مأموریت دائم در اتحادیه آفریقا)
- اتحادیه اروپا

- - بروکسل (مأموریت دراتحادیه اروپا)
- سازمان ملل متحد
  - ژنو (مأموریت دائم در سازمان ملل متحد)
  - نیویورک (مأموریت دائم در سازمان ملل متحد)

## نگارخانه

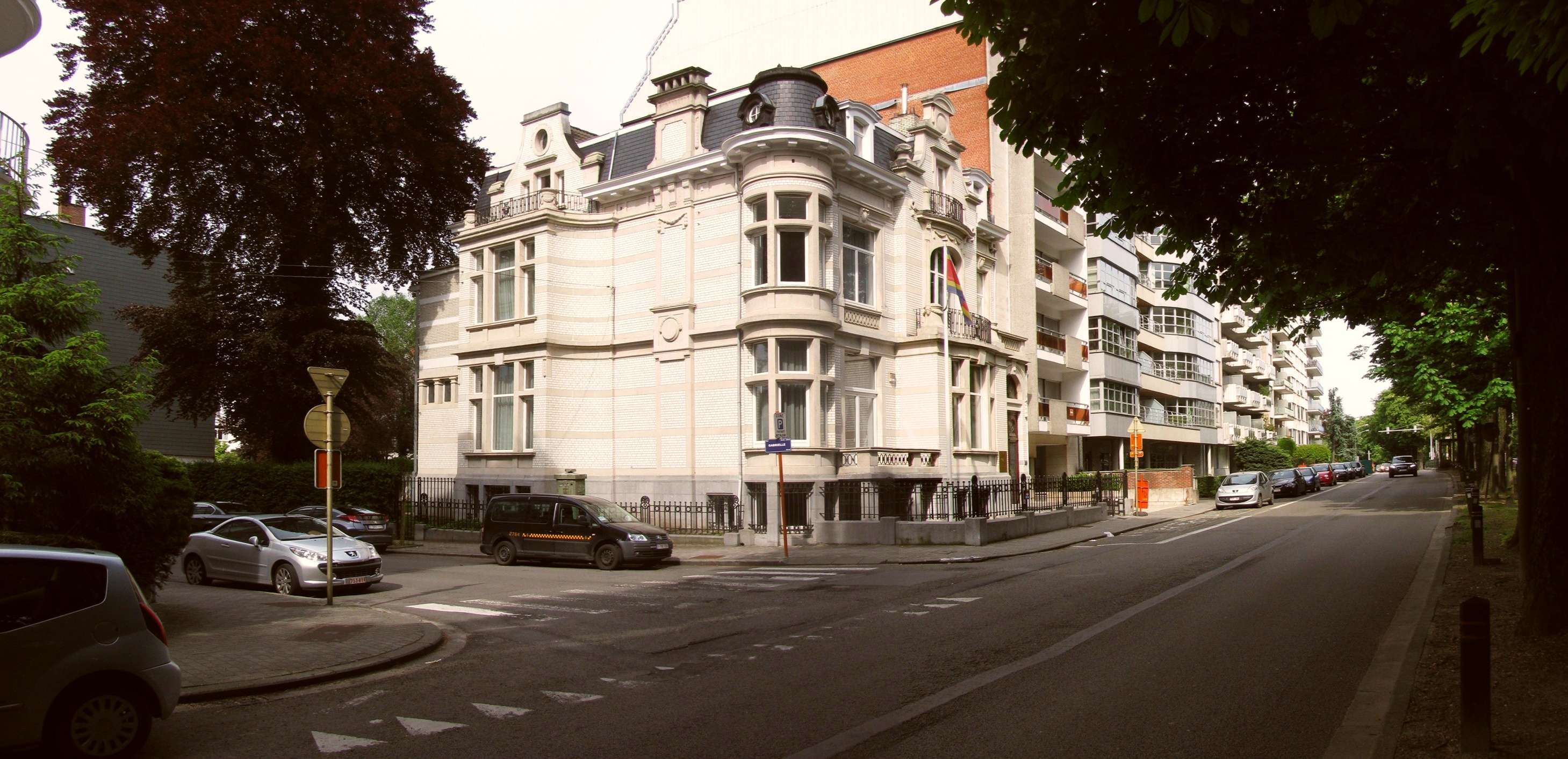
سفارت در بروکسل
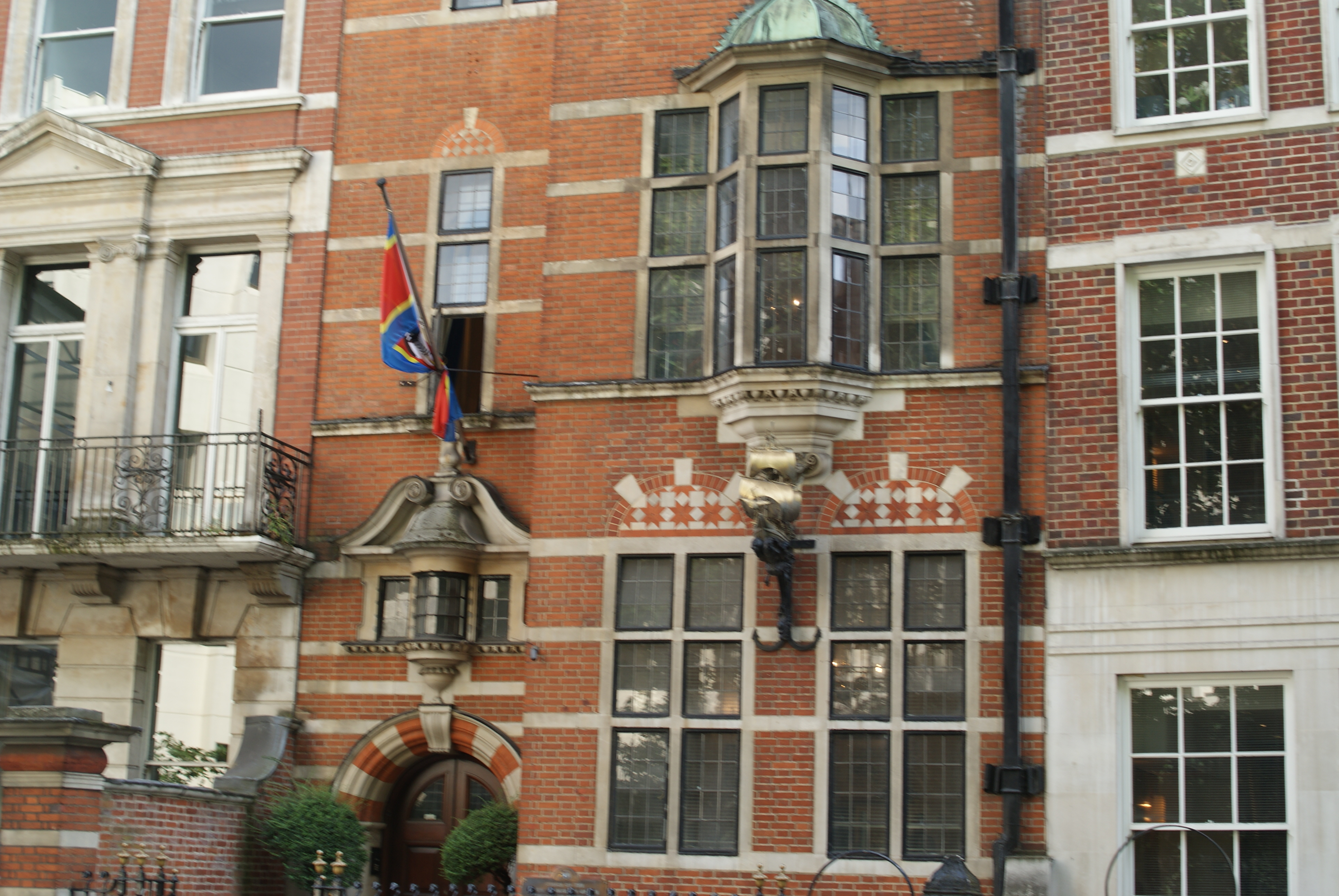
کمیسیون عالی در لندن
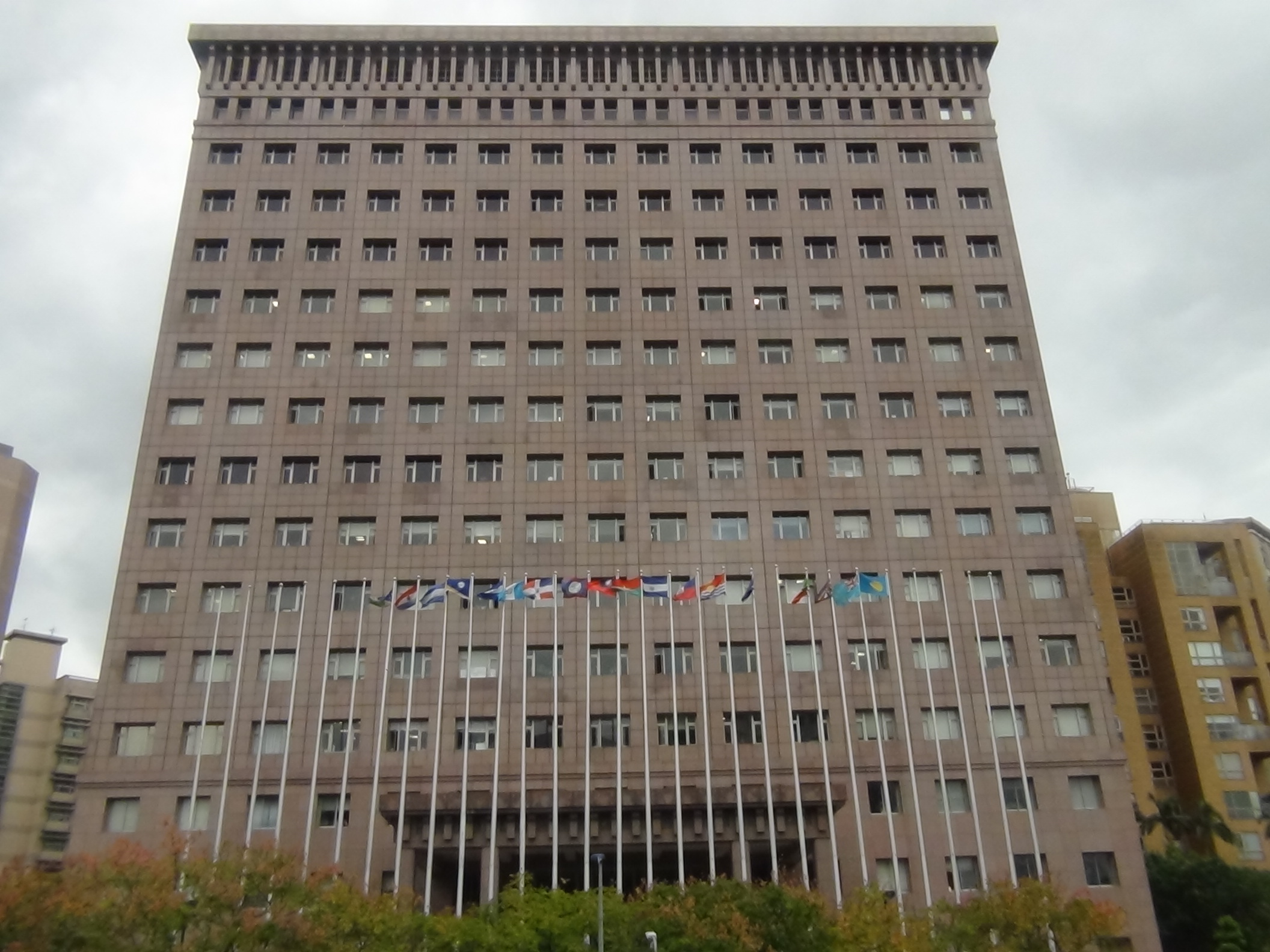
سفارت در واشینگتن، دی.سی.
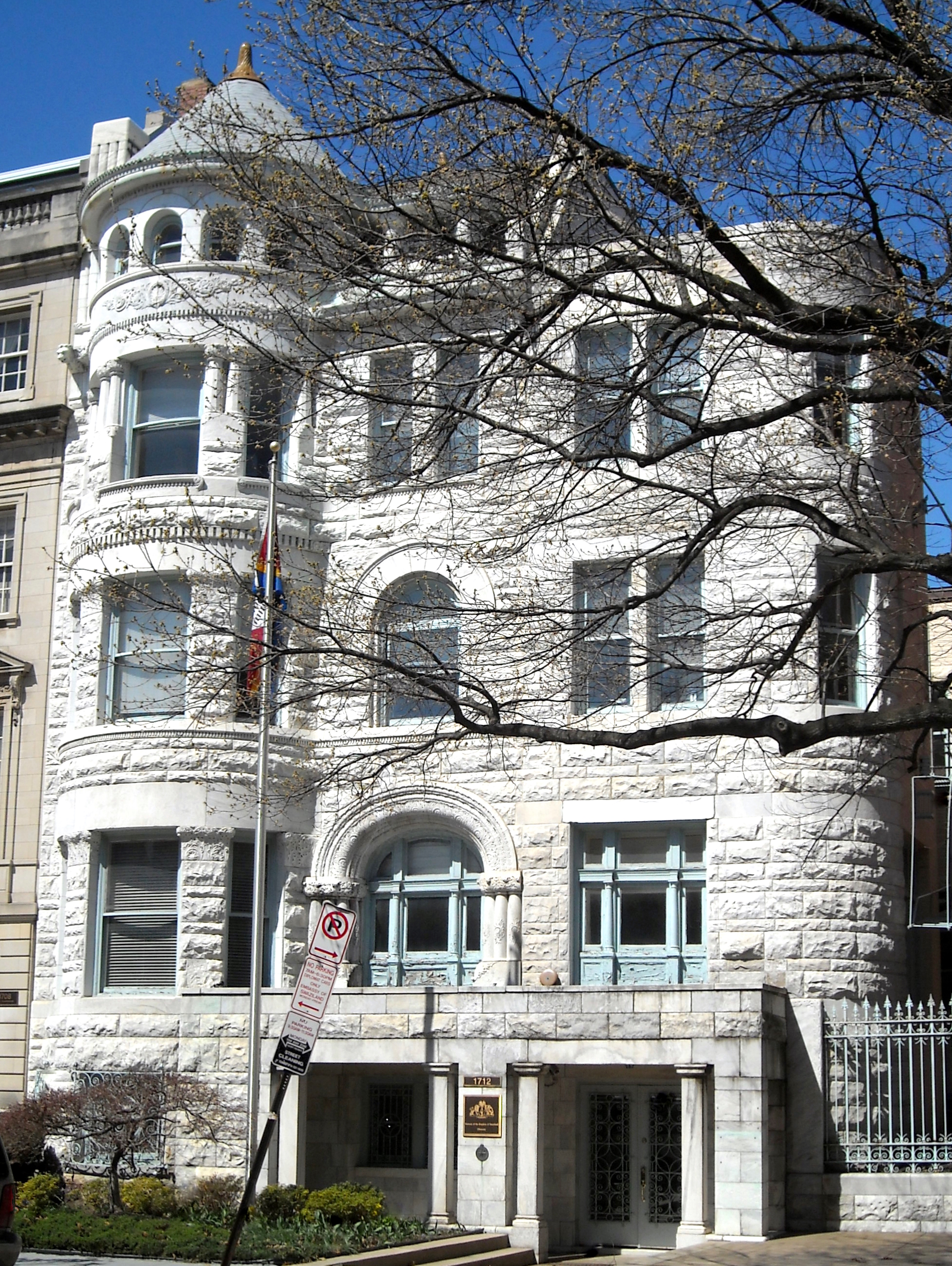
سفارت در واشینگتن، دی.سی.